# 米尼奥拉 (纽约州)
米尼奥拉（英語：Mineola）是美国纽约州长岛拿骚县的一个村，2010年人口普查时人口为18,799人。 这个名字来源于阿尔贡金语，意思是“愉快的地方”。
米尼奥拉村的大部分位于北亨普斯特德镇，南部边缘的一小部分位于亨普斯特德镇。 旧乡道沿着村庄的南部边界。 米尼奥拉邮政局服务的地区向南延伸到邻近的纽约市加登城村，那里是拿骚县县治的所在地。 许多拿骚县机构办事处设在米尼奥拉和加登城。